# شاندور چانی
شاندور چانی (انگلیسی: Sándor Csányi؛ زادهٔ ۱۹ دسامبر ۱۹۷۵) هنرپیشه اهل مجارستان است. 
از فیلم‌هایی که وی در آن نقش داشته‌است، می‌توان به فقط سکس، کنترل، آفتاب‌پرست و زمستان بی‌انتها اشاره کرد.